# Monnikenhuizen
Monnikenhuizen is een wijk in Arnhem-Noord, gelegen tussen de Schelmseweg, de A12, de Rosendaalseweg en de Hommelseweg en Waterbergseweg. Het bestaat uit de buurten Monnikenhuizen, Arnhemse Allee en Klarenbeek.

## Monnikenhuizen
Monnikenhuizen is een buurt uit de jaren vijftig en is gelegen rond Hoogte 80, met 80 meter boven NAP een van de hoogste punten van Arnhem. Het is een kleine wijk met zowel laagbouw als flats. Vanaf Hoogte 80 is er uitzicht over de A12 en de dorpen Westervoort en Duiven. Op heldere dagen zelfs tot Kleef en Nijmegen. Monnikenhuizen grenst aan de westkant aan de grotere wijk Geitenkamp, met als grens de Dr. Schaepmanlaan. Monnikenhuizen ligt niet ver van de afslag Arnhem-Noord van de A12. De wijk is tevens bereikbaar met buslijnen 7 (trolleybus) en 8. Station Arnhem Presikhaaf is op 20 minuten loopafstand.
In Monnikenhuizen bevindt zich het sportcomplex Valkenhuizen met onder meer een zwembad, atletiekbaan en voetbalvereniging ESCA. Het vroegere Vitessestadion Nieuw-Monnikenhuize lag ook in de wijk, maar na de verhuizing van Vitesse naar GelreDome is het stadion gesloopt en vervangen door woningen.
De wijk is genoemd naar een Karthuizer klooster dat hier in de late middeleeuwen heeft gestaan.

## Arnhemse Allee
De buurt Arnhemse Allee grenst aan de oostkant aan de Geitenkamp. De bebouwing dateert voor een derde uit de jaren vijftig en voor meer dan de helft uit de jaren zeventig.

## Klarenbeek
De buurt Klarenbeek heeft weinig bebouwing, behalve rondom verzorgingstehuis Drie Gasthuizen. Het bestaat uit het Park Klarenbeek, de begraafplaats Moscowa, de Saksen Weimar-kazerne en landelijk gebied. Ook zijn er het Arentheem College Thomas a Kempis en de Arnhemse buitenschool gevestigd.